# Donald Fullilove

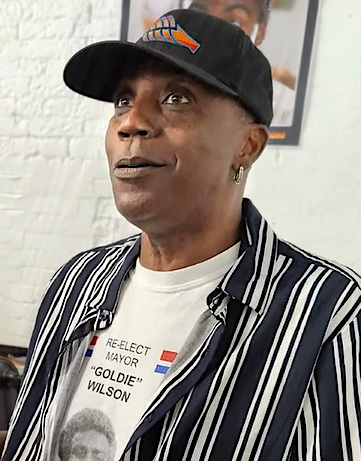
Donald Fullilove (2022)

Donald „Don“ Fullilove (* 16. Mai 1958 in Dallas, Texas als Donald Ray Fullilove) ist ein US-amerikanischer Schauspieler und Synchronsprecher.

## Leben
Don Fullilove wurde in Dallas geboren, später jedoch zog seine Familie nach Los Angeles. Dort machte er 1976 seinen Abschluss an der Crenshaw High School. Bereits während seiner Schulzeit hatte er in der Serie The Jackson 5ive, einer Zeichentrickserie über die Gruppe The Jackson Five, die Rolle von Michael Jackson gesprochen. Bis in die Gegenwart ist Fullilove als Sprecher an Zeichentrickfilmen- und serien aktiv; so ist er in den englischsprachigen Originalfassungen von Filmen wie Mulan, WALL·E – Der Letzte räumt die Erde auf, Oben und Die Monster Uni zu hören.
Seine wahrscheinlich bekannteste Rolle vor der Kamera spielte Fullilove im Jahr 1985 in dem Film Zurück in die Zukunft als Goldie Wilson, ein Aufhilfskellner in einem Restaurant auf der Film-Zeitebene von 1955, der dreißig Jahre später als Bürgermeister seiner Stadt amtiert. In der Fortsetzung Zurück in die Zukunft II hatte er einen kleinen Auftritt als Goldie Wilson III, Goldies Enkelsohn und Verkäufer von Schwebeumbauten für gewöhnliche Straßenautos. Außerdem war Fullilove auch in einigen Fernsehserien wie Ein Colt für alle Fälle und 21 Jump Street – Tatort Klassenzimmer in Gastrollen zu sehen.
Derzeit wohnt er zusammen mit seiner Ehefrau Charlette Charmaine Brown in Burbank, Kalifornien.

## Filmografie (Auswahl)
Darsteller vor der Kamera
- 1980: Scared Straight! Another Story
- 1981: Homeroom
- 1984: Polizeirevier Hill Street (Hill Street Blues, Fernsehserie, 2 Episoden)
- 1985: Love-Fighters – Tuff Turf
- 1985: Zurück in die Zukunft (Back to the Future)
- 1985: Ein Colt für alle Fälle (The Fall Guy, Fernsehserie, Folge 5x01 Der Fälscher)
- 1985: Bombenstimmung im Hauptquartier (Basic Training)
- 1986: What’s Happening Now! (Fernsehserie, Folge 1x17 Goodbye, Mr. Ripps)
- 1988: Cadillac Dreams (Kurzfilm)
- 1988: Flugzeugträger U.S.S. Georgetown (Supercarrier, Fernsehserie, Folge 1x05 Das Gipfeltreffen)
- 1988: Cadillac Dreams
- 1989: Zurück in die Zukunft II (Back to the Future Part II)
- 1990: Mancuso, F.B.I. (Fernsehserie, Folge 1x16 Death and Taxes)
- 1990: Major Dad (Fernsehserie, Folge 2x06 Wetting Down)
- 1990: Penny Ante: The Motion Picture
- 1991: 21 Jump Street – Tatort Klassenzimmer (21 Jump Street, Fernsehserie, Folge 5x21 Die Gang fürs Leben)
- 1992: Weiße Jungs bringen’s nicht (White Men Can’t Jump)
- 1993: Johnny Bago (Fernsehserie, Folge 1x07 Spotting Elvis)
- 1996: Martin (Fernsehserie, Folge 4x17 Kicked to the Curb)
- 2006: All of Us (Fernsehserie, Folge 3x14 Robert and Neesee Get Real)
- 2006: Domestic Import
- 2008: The Hustle
- 2008: Tres caminos
- 2011: Back for the Future (Kurzfilm)
- 2015: Back to the 2015 Future (Kurzfilm)

Stimmrollen
- 1971: The Jackson 5ive (Fernsehserie, 8 Episoden, als Michael Jackson)
- 1972: Kid Power (Fernsehserie, als Diz und Randy)
- 1973–1974: Emergency +4 (Fernsehserie, 23 Episoden, als Jason Phillips)
- 1995: 13 auf einen Streich (Happily Ever After: Fairy Tales for Every Child, Fernsehserie, Folge 1x10 Rapunzel)
- 1998: Mulan
- 2001: Osmosis Jones
- 2002: Spirit – Der wilde Mustang (Spirit: Stallion of the Cimarron)
- 2006: Coco, der neugierige Affe (Curious George)
- 2007: Transformers: The Game (Videospiel)
- 2008: WALL·E – Der Letzte räumt die Erde auf (WALL·E)
- 2009: Oben (Up)
- 2009: American Dad (Fernsehserie, 4 Episoden)
- 2011: Kung Fu Panda: Secrets of the Masters
- 2012: Partysaurus Rex (als Chuck E. Duck)
- 2013: Die Monster Uni (Monsters University)
- 2014: Die Abenteuer von Mr. Peabody & Sherman (Mr. Peabody & Sherman)